# Хилзбъро (стадион)
„Хилзбъро“ (на английски: Hillsborough Stadium) е стадион в Шефилд, Англия, Великобритания.
Известен е с футболната трагедия по време на полуфиналната среща между отборите на ФК Ливърпул и ФК Нотингам Форест на 15 април 1989 г., когато загиват 96 души – фенове на „Ливърпул“. След този нещастен случай са направени много подобрения за осигуряване на безопасността на зрителите.
Стадионът отваря врати за първи път на 2 септември 1899 година. Днес има 39 812 места. Рекордът му е 72 841 зрители на 17 февруари 1934 година.